# Fire and Gasoline: Live!
Fire and Gasoline: Live! è un live album dei Krokus uscito il 29 giugno 2004 per l'Etichetta discografica WEA International.

## Il disco
Il 2004 vede la pubblicazione di Fire and Gasoline: Live!, un live composto da 20 brani divisi in due cd, registrati durante il tour Rock the Block del 2003, altro successo della band, in diverse località: al Swedenrock Festival in Svezia, Zurigo, Herisau e Soletta. La versione europea dell'album comprende anche un bonus DVD. Come da tradizione, il disco scalerà le classifiche svizzere e sarà il migliore e più completo live album della band mai registrato.
Nella versione europea è presente anche un DVD contenente performance live registrate al Montreux Jazz Festival.

## Tracce

### CD 1
1. Heatstrokes (Naegeli, VonArb, VonRohr) 4:01
2. Mad World (Storace, VonArb) 3:43
3. Flying Through the Night (Maurer, Naegeli, Storace, VonArb) 3:49
4. American Woman (Bachmann, Cummings, Kaye, Peterson) 4:25 (The Guess Who Cover)
5. I Want It All 	(Castelluccio, Storace, VonArb) 3:48
6. Bad Boys Rag Dolls (Storace, VonArb, VonRohr) 4:06
7. Tokyo Nights 	(Naegeli, VonArb, VonRohr) 6:07
8. Stayed Awake All Night (Bachman) 7:25 (Bachman-Turner Overdrive Cover)
9. Down the Drain (VonArb, VonRohr) 3:36
10. Fire (VonArb, VonRohr) 5:52
11. Rock & Roll Tonight (Kohler, Storace, VonArb, VonRohr)	7:33

### CD 2
1. Throwing Her China (Storace, VonArb) 4:23
2. Screaming in the Night (Kohler, Storace, VonArb, VonRohr) 7:09
3. Rock City (Naegeli, VonArb, VonRohr) 5:31
4. Easy Rocker (VonArb, VonRohr) 5:07
5. Backseat Rock & Roll (Naegeli, VonArb, VonRohr) 3:11
6. Rock the Block (Storace, VonArb) 3:00
7. Long Stick Goes Boom (Storace, VonArb, VonRohr) 5:37
8. Eat the Rich (Stone, Storace, VonArb, VonRohr)	5:31
9. Bedside Radio (Naegeli, VonArb, VonRohr) 3:26

### Bonus DVD (solo Europa)
1. Long Stick Goes Boom
2. Mad World
3. American Woman
4. I Want It All
5. Fire
6. Down The Drain
7. Screaming In The Night
8. Stayed Awake All Night
9. Rock City
10. Rock 'n' Roll Tonight
11. Easy Rocker
12. Heatstrokes
13. Bedside Radio

## Formazione
- Marc Storace - voce
- Fernando Von Arb – chitarra
- Dominique Favez – chitarra
- Tony Castell – basso
- Patrick Aeby - batteria